# ПФК Нефтчи
ПФК „Нефтчи“ (на азербайджански Neftçi Peşəkar Futbol Klubu, Нефтчи Пешекар Футбол Клубу, кратка форма Нефтчи) е футболен клуб от град Баку, Азербайджан. Клубът играе своите домакински мачове на стадион „Тофик Бахрамов“, който е и национален стадион, намиращ се в столицата.

## История
Футболнит отбор на „Нефтчи“ е основан през 1937 г. Поради политически причини отборът е преименуван на „Нефтяник“. През 1968 г. отново получава старото си име „Нефтчи“. По официанни данни това е отборът с най-много привърженици в Азербайджан. Във всички столични фенклубове има около 37 000 симпатизанти на клуба.
През съветския период от съществуването му отборът играе във Висшата лига на многонационалния СССР. Някои от топреализаторите на националния отбор на СССР са обличали фланелката на „Нефтчи“ – Алекпер Мамедов, Игор Пономарьов, Анатолий Банишевский, Юрий Кузнецов, Гурбан Гурбанов, Тофик Бахрамов. Във футболната статистика на бившия СССР отборът е изиграл общо 27 сезона при най-добрите.
Регистрирал е 253 победи, 271 равенства и 361 загубени мача. Най-големият успех за клуба по време на съветския период е бронзовият медал от шампионата през 1966 г. „Нефтчи“ става шампион на Азербайджан през 1992, 1996, 1997, 2003, 2004, 2005, 2011, 2012 г. Печели и Купата на страните от бившия СССР през 2006 г.
След като Азербайджан получава своята политическа независимост, отборът печели 4 шампионски титли. С най-много мачове за „Нефтчи“ се е отличил Сергей Крамаренко – 286. Отборът участва в изданията на еропейските клубни турнири, без да реализира сериозни успехи.
„Локомотив“ (София) е играл през 1996 г. срещу „Нефтчи“ в мачове от 1-ви предварителен кръг за Купата на УЕФА. Българите побеждават с 6:0, а мачът реванш на стадион „Тофик Бахрамов“ губят с 1:2. В отбора на „Нефтчи“ са играли българските футболисти Светослав Петров и Марчо Дафчев.

## Успехи
СССР
- Шампионат на СССР:
  -  Бронзов медалист (1): 1966
- Купа на СССР:
  - Полуфиналист (4): 1966/67, 1967/68, 1970, 1971
- Купа на федерацията по футбол на СССР:
- Финалист (1): 1988

Азербайджан
- Премиер лига:
  -  Шампион (9): 1992, 1995/96, 1996/97, 2003/04, 2004/05, 2010/11, 2011/12, 2012/13, 2020/21
  -  Финалист (3): 2000/01, 2006/07, 2018/2019
  -  Бронзов медалист (8): 1993, 1994/95, 1998/99, 1999/2000, 2005/06, 2007/08, 2017/18, 2022/23
- Купа на Азербайджан:
  -  Носител (6): 1994/95, 1995/96, 1998/99, 2003/04, 2012/13, 2013/14
    -  Финалист (5): 2000/01, 2011/12, 2014/15, 2015/16, 2022/23
- Суперкупа на Азербайджан :
  -  Носител (2): 1993, 1995
- Участник в груповата фаза на Лига Европа : (1): 2012/13
- Купа Интертото:
  -  Финалист (1): 2008
- Купа на шампионите на Съдружествата:
  -  Носител (1): 2006
    -  Финалист (1): 2005

### Български футболисти
- Емил Урумов: 2004/05
- Светослав Петров: 2006/09 - (44 мача - 5 гола)
- Марчо Дафчев: 2008/09 - (12 мача - 2 гола)
- Ахмед Ахмедов: 2021 - (9 мача - 1 гол)